# Маттеос (католикос)
Маттеос I (арм. Մատթեոս) — епископ церкви Кавказской Албании, имя которого стоит на третьем месте в списке католикосов Мхитара Гоша.
Жизнь и годы Маттеоса I неизвестны. Однако по информации предоставленной Киракосом Гандзакеци, Маттеос I находился на кафедре 5 лет, если считать вместе с Сааком, сменившим его на этом посту.